# Sri-lankische Cricket-Nationalmannschaft in Neuseeland in der Saison 2006/07
Die Tour der sri-lankischen Cricket-Nationalmannschaft nach Neuseeland in der Saison 2006/07 fand vom 7. Dezember 2006 bis zum 9. Januar 2007 statt. Die internationale Cricket-Tour war Bestandteil der Internationalen Cricket-Saison 2006/07 und umfasste zwei Tests, fünf ODIs und zwei Twenty20s. Alle drei Serien endeten unentschieden, die Test- und Twenty20-Serie 1–1 und die ODI-Serie 2–2.

## Vorgeschichte
Beide Teams spielten zuvor in der ICC Champions Trophy 2006, bei der Sri Lanka in der Vorrunde und Neuseeland im Halbfinale ausschieden. Jedoch konnte Sri Lanka das Vorrundenspiel gegen Neuseeland mit 7 Wickets gewinnen.
Das letzte Aufeinandertreffen der beiden Mannschaften bei einer Tour fand in der Saison 2005/06 in Neuseeland statt.

## Stadien
Die folgenden Stadien wurden für die Tour als Austragungsorte vorgesehen und am 22. Juni 2006 bekanntgegeben.
| Stadion                     | Stadt        | Kapazität | Spiele          |
| --------------------------- | ------------ | --------- | --------------- |
| Eden Park                   | Auckland     | 50.000    | 4. ODI; 2. T20  |
| Jade Stadium                | Christchurch | 38.628    | 1. Test; 3. ODI |
| Seddon Park                 | Hamilton     | 10.000    | 5. ODI          |
| McLean Park                 | Napier       | 22.500    | 1. ODI          |
| Queenstown Events Centre    | Queenstown   | 19.000    | 2. ODI          |
| Basin Reserve               | Wellington   | 11.000    | 2. Test         |
| Wellington Regional Stadium | Wellington   | 34.500    | 1. T20          |

## Kaderlisten
Sri Lanka benannte seine Kader am 15. November 2006.
Neuseeland benannte seinen Test-Kader am 2. Dezember, seinen Twenty20-Kader am 17. Dezember und seinen ODI-Kader am 23. Dezember 2006.
| Test | Test | ODI | ODI | Twenty20 | Twenty20 |
| Neuseeland | Sri Lanka | Neuseeland | Sri Lanka | Neuseeland | Sri Lanka |
| --- | --- | --- | --- | --- | --- |
| - Nathan Astle - Shane Bond - Craig Cumming - Stephen Fleming (K) - James Franklin - Jamie How - Brendon McCullum (wk) - Chris Martin - Jacob Oram - Mathew Sinclair - Daniel Vettori | - Mahela Jayawardene (K) - Sanath Jayasuriya - Prasanna Jayawardene (wk) - Charmara Kapugedra - Farveez Maharoof - Lasith Malinga - Muttiah Muralitharan - Kumar Sangakkara - Chamara Silva - Upul Tharanga - Chaminda Vaas | - Daniel Vettori (K) - Andre Adams - Nathan Astle - Shane Bond - Stephen Fleming - James Franklin - Peter Fulton - Mark Gillespie - Brendon McCullum (wk) - Craig McMillan - Hamish Marshall - James Marshall - Michael Mason - Jeetan Patel - Ross Taylor | - Mahela Jayawardene (K) - Marvan Atappattu - Tillakaratne Dilshan - Dilhara Fernando - Sanath Jayasuriya - Charmara Kapugedra - Farveez Maharoof - Lasith Malinga - Muttiah Muralitharan - Ruchira Perera - Kumar Sangakkara (wk) - Chamara Silva - Upul Tharanga - Chaminda Vaas | - Stephen Fleming (K) - Andre Adams - Nathan Astle - Shane Bond - James Franklin - Peter Fulton - Mark Gillespie - Brendon McCullum - Peter McGlashan (wk) - James Marshall - Michael Mason - Jeetan Patel - Ross Taylor | - Mahela Jayawardene (K) - Marvan Atappattu - Malinga Bandara - Tillakaratne Dilshan - Dilhara Fernando - Sanath Jayasuriya - Charmara Kapugedra - Farveez Maharoof - Lasith Malinga - Muttiah Muralitharan - Ruchira Perera - Kumar Sangakkara (wk) - Chamara Silva - Upul Tharanga - Chaminda Vaas |

## Tour Match
| 30. November – 3. Dezember Scorecard | Christchurch | Sri Lankans 413 (108.3) & 404-4d (87) | – | Otago 276 (67.5) & 46-2 (17.2) |
|                                      |              | Remis                                 |   |                                |

## Tests

### Erster Test in Christchurch
| 7. – 9. Dezember Scorecard | Christchurch | Sri Lanka 154 (52.4) & 170 (53.1) | – | Neuseeland 206 (85.4) & 119-5 (33) |
|                            |              | Neuseeland gewinnt mit 5 Wickets  |   |                                    |

### Zweiter Test in Wellington
| 15. – 19. Dezember Scorecard | Wellington (BR) | Sri Lanka 268 (65) & 365 (109.3) | – | Neuseeland 130 (39.1) & 286 (85.1) |
|                              |                 | Sri Lanka gewinnt mit 217 Runs   |   |                                    |

## Twenty20 Internationals

### Erstes Twenty20 in Wellington
| 22. Dezember Scorecard | Wellington (WS) | Neuseeland 162-8 (20)                      | – | Sri Lanka 62-1 (5.5/5.5) |
|                        |                 | Sri Lanka gewinnt mit 18 Runs (D/L method) |   |                          |

### Zweites Twenty20 in Auckland
| 26. Dezember Scorecard | Auckland | Sri Lanka 115 (18.2)             | – | Neuseeland 116-5 (18.3) |
|                        |          | Neuseeland gewinnt mit 5 Wickets |   |                         |

## One-Day Internationals

### Erstes ODI in Napier
| 28. Dezember Scorecard | Napier | Neuseeland 285-8 (50)           | – | Sri Lanka 289-3 (40) |
|                        |        | Sri Lanka gewinnt mit 7 Wickets |   |                      |

### Zweites ODI in Queenstown
| 31. Dezember Scorecard | Queenstown | Sri Lanka 224-7 (50)            | – | Neuseeland 228-9 (50) |
|                        |            | Neuseeland gewinnt mit 1 Wicket |   |                       |

### Drittes ODI in Christchurch
| 2. Januar Scorecard | Christchurch | Sri Lanka 112 (35.2/46)                       | – | Neuseeland 110-6 (24.3/46) |
|                     |              | Neuseeland gewinnt mit 4 Wickets (D/L method) |   |                            |

### Viertes ODI in Auckland
| 6. Januar Scorecard | Auckland | Sri Lanka 262-6 (50)           | – | Neuseeland 73 (26.3) |
|                     |          | Sri Lanka gewinnt mit 189 Runs |   |                      |

### Fünftes ODI in Hamilton
| 9. Januar Scorecard | Hamilton | Sri Lanka      | – | Neuseeland |
|                     |          | Spiel abgesagt |   |            |

## Statistiken
Die folgenden Cricketstatistiken wurden bei dieser Tour erzielt.
| Tests                | Tests      | Tests   | Tests   | Tests   | Tests   | Tests   | Tests   | Tests   |
| Batting              | Batting    | Batting | Batting | Batting | Batting | Batting | Batting | Batting |
| Spieler              | Mannschaft | Spiele  | Innings | Runs    | Average | HS      | 100s    | 50s     |
| -------------------- | ---------- | ------- | ------- | ------- | ------- | ------- | ------- | ------- |
| Kumar Sangakkara     | Sri Lanka  | 2       | 4       | 268     | 134,00  | 156*    | 2       | 0       |
| Chamara Silva        | Sri Lanka  | 2       | 4       | 213     | 71,00   | 152*    | 1       | 1       |
| Craig Cumming        | Neuseeland | 2       | 4       | 119     | 29,75   | 43      | 0       | 0       |
| Daniel Vettori       | Neuseeland | 2       | 3       | 114     | 38,00   | 63      | 0       | 2       |
| Upul Tharanga        | Sri Lanka  | 2       | 4       | 84      | 21,00   | 33      | 0       | 0       |
| Bowling              |            |         |         |         |         |         |         |         |
| Spieler              | Mannschaft | Spiele  | Overs   | Wickets | Average | BBI     | 5W      | 10W     |
| Muttiah Muralitharan | Sri Lanka  | 2       | 94.2    | 17      | 12,76   | 6/87    | 1       | 1       |
| Daniel Vettori       | Neuseeland | 2       | 58.3    | 10      | 19,30   | 7/130   | 1       | 1       |
| Shane Bond           | Neuseeland | 2       | 67.1    | 10      | 25,80   | 4/63    | 0       | 0       |
| Lasith Malinga       | Sri Lanka  | 2       | 57.4    | 9       | 23,11   | 5/68    | 1       | 0       |
| Chris Martin         | Neuseeland | 2       | 63.4    | 7       | 31,85   | 3/50    | 0       | 0       |

| ODIs                 | ODIs       | ODIs    | ODIs    | ODIs    | ODIs    | ODIs    | ODIs    | ODIs    |
| Batting              | Batting    | Batting | Batting | Batting | Batting | Batting | Batting | Batting |
| Spieler              | Mannschaft | Spiele  | Innings | Runs    | Average | HS      | 100s    | 50s     |
| -------------------- | ---------- | ------- | ------- | ------- | ------- | ------- | ------- | ------- |
| Kumar Sangakkara     | Sri Lanka  | 5       | 4       | 219     | 54,75   | 89      | 0       | 2       |
| Sanath Jayasuriya    | Sri Lanka  | 5       | 4       | 182     | 45,50   | 111     | 1       | 1       |
| Ross Taylor          | Neuseeland | 5       | 4       | 143     | 47,66   | 128*    | 1       | 0       |
| Upul Tharanga        | Sri Lanka  | 5       | 4       | 124     | 31,00   | 68      | 0       | 1       |
| Marvan Atapattu      | Sri Lanka  | 5       | 4       | 94      | 31,33   | 34      | 0       | 0       |
| Bowling              |            |         |         |         |         |         |         |         |
| Spieler              | Mannschaft | Spiele  | Overs   | Wickets | Average | BBI     | 5W      | 10W     |
| Muttiah Muralitharan | Sri Lanka  | 5       | 31.3    | 7       | 14,85   | 3/31    | 0       | 0       |
| Chaminda Vaas        | Sri Lanka  | 4       | 28      | 7       | 15,14   | 3/10    | 0       | 0       |
| Lasith Malinga       | Sri Lanka  | 4       | 28      | 6       | 22,16   | 3/14    | 0       | 0       |
| Michael Mason        | Neuseeland | 5       | 35      | 6       | 32,66   | 4/24    | 0       | 0       |
| Mark Gillespie       | Neuseeland | 5       | 35      | 5       | 32,20   | 3/39    | 0       | 0       |

| Twenty20s            | Twenty20s  | Twenty20s | Twenty20s | Twenty20s | Twenty20s | Twenty20s | Twenty20s | Twenty20s |
| Batting              | Batting    | Batting   | Batting   | Batting   | Batting   | Batting   | Batting   | Batting   |
| Spieler              | Mannschaft | Spiele    | Innings   | Runs      | Average   | HS        | 100s      | 50s       |
| -------------------- | ---------- | --------- | --------- | --------- | --------- | --------- | --------- | --------- |
| Brendon McCullum     | Neuseeland | 2         | 2         | 67        | 33,50     | 39        | 0         | 0         |
| Nathan Astle         | Neuseeland | 2         | 2         | 59        | 59,00     | 40*       | 0         | 0         |
| Stephen Fleming      | Neuseeland | 2         | 2         | 55        | 27,50     | 38        | 0         | 0         |
| Sanath Jayasuriya    | Sri Lanka  | 1         | 1         | 51        |           | 51*       | 0         | 1         |
| Lasith Malinga       | Sri Lanka  | 1         | 1         | 27        | 27,00     | 27        | 0         | 0         |
| Bowling              |            |           |           |           |           |           |           |           |
| Spieler              | Mannschaft | Spiele    | Overs     | Wickets   | Average   | BBI       | 5W        | 10W       |
| Sanath Jayasuriya    | Sri Lanka  | 1         | 4         | 3         | 7,00      | 3/21      | 0         | 0         |
| James Franklin       | Neuseeland | 2         | 6         | 3         | 14,00     | 3/23      | 0         | 0         |
| Dilhara Fernando     | Sri Lanka  | 2         | 7         | 3         | 18,33     | 3/19      | 0         | 0         |
| Muttiah Muralitharan | Sri Lanka  | 1         | 4         | 2         | 13,50     | 2/27      | 0         | 0         |
| Andre Adams          | Neuseeland | 2         | 4.5       | 2         | 19,00     | 2/20      | 0         | 0         |

## Player of the Match
Als Player of the Match wurden die folgenden Spieler ausgezeichnet.
| Spiel   | Player of the Match |
| ------- | ------------------- |
| 1. Test | Shane Bond          |
| 2. Test | Chamara Silva       |
| 1. T20  | Sanath Jayasuriya   |
| 2. T20  | James Franklin      |
| 1. ODI  | Sanath Jayasuriya   |
| 2. ODI  | James Franklin      |
| 3. ODI  | Michael Mason       |
| 4. ODI  | Sanath Jayasuriya   |